# Two-step

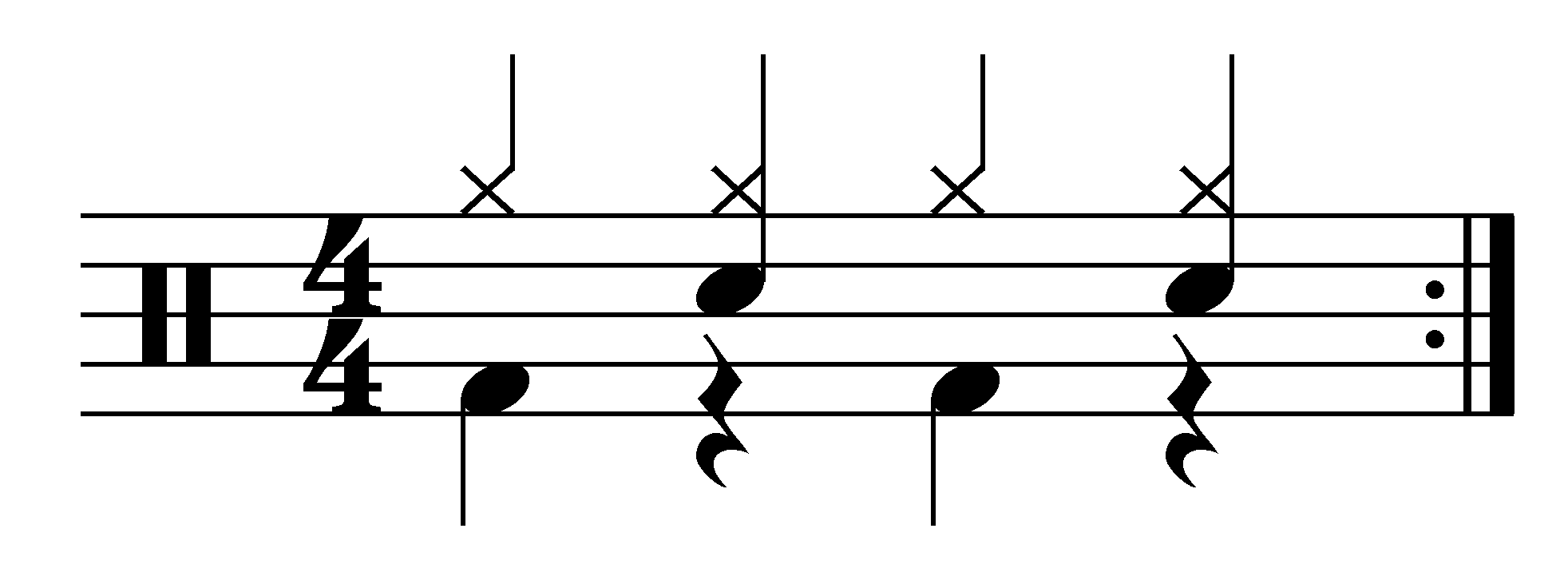
Modello di tamburo associato con il two-step.

Il two-step è un passo trovato in vari balli, compreso molti balli popolari. 

## Descrizione
Un two-step consiste di due passi circa nella stessa direzione sullo stesso piede, separati da un passo di unione o di unione con l'altro piede. Per esempio, un two-step destro in avanti è un passo in avanti sul piede destro, un passo di chiusura con il piede sinistro, e un passo in avanti sul piede destro. Il passo finale può essere fatto direttamente accanto all'altro piede, o obliquamente accanto, o anche di traverso, purché il piede di chiusura non superi l'altro piede. 
Il two-step è spesso confuso con il two-step country o western.

## Altri generi di musica/danza
- Triple step
- Lock step
- Dance move